# Bouzonville
Bouzonville este o comună franceză situată în departamentul Moselle, în regiunea Grand Est.
Situată istoric și cultural în Lorena, în inima ținutului Nied, comuna este biroul centralizator al cantonului omonim, precum și sediul Comunității de comune Bouzonvillois–Trois Frontières.

## Geografie

### Comune limitrofe
|             | Filstroff | Guerstling              |
| Freistroff  |           | Heining-lès-Bouzonville |
| Vaudreching | Alzing    | Oberdorff               |

### Hidrografie
Comuna este situată în bazinul hidrografic al Rinului, în cadrul bazinului Rin-Meuse. Este drenată de râul Nied, pârâul Bibiche, pârâul Geling, pârâul Ohligbach și pârâul Stockholz.
Nied, cu o lungime totală de 96,7 km, își are izvorul pe teritoriul comunei Marthille, traversează 47 de comune franceze, apoi își continuă cursul în Germania, unde se varsă în Saar.

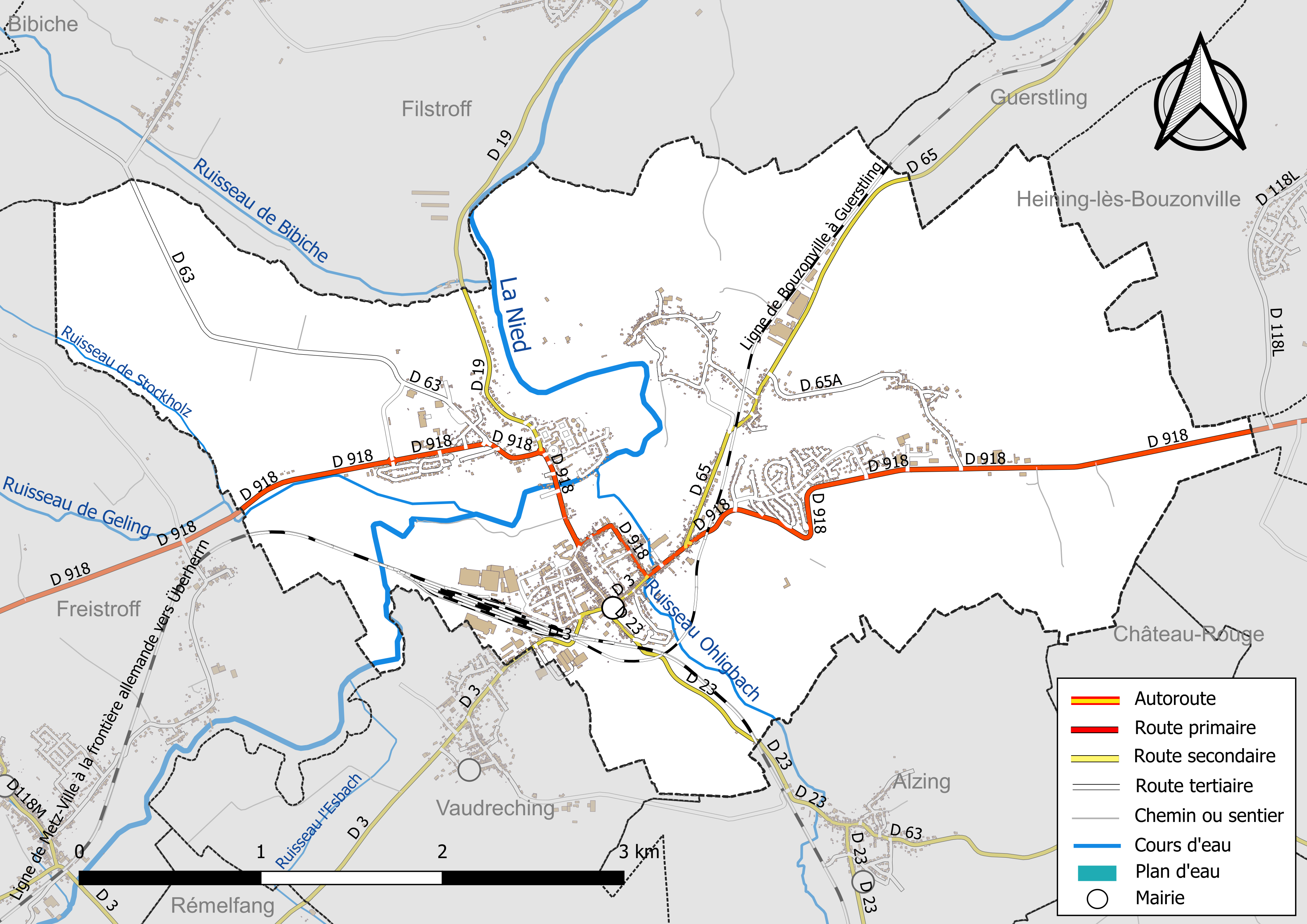
Rețelele hidrografică și rutieră din Bouzonville.

### Climă
În 2010, clima comunei era de tip montan, conform unui studiu al CNRS, bazat pe o serie de date aferente perioadei 1971-2000. În 2020, Météo-France a publicat o tipologie a climatului din Franța metropolitană, în care comuna este clasificată cu un climat semi-continental și se află în regiunea climatică Lorena, platoul Langres, Morvan, caracterizată printr-o iarnă aspră (1,5 °C), vânturi moderate și ceață frecventă în toamnă și iarnă.
Pentru perioada 1971-2000, temperatura medie anuală este de 9,9 °C, cu o amplitudine termică anuală de 16,9 °C. Cantitatea medie anuală de precipitații este de 775 mm, cu 11,8 zile de precipitații în ianuarie și 9,2 zile în iulie. Pentru perioada 1991-2020, temperatura medie anuală observată la stația meteorologică cea mai apropiată, situată în comuna Amnéville la 29 km distanță în linie dreaptă, este de 10,2 °C, iar cantitatea medie anuală de precipitații este de 884,1 mm.
Pentru viitor, parametrii climatici estimati pentru comună, pentru anul 2050, conform diferitelor scenarii de emisii de gaze cu efect de seră, pot fi consultati pe un site dedicat publicat de Météo-France în noiembrie 2022.

## Urbanism

### Tipologie
La 1 ianuarie 2024, Bouzonville este clasificată drept burg rural, conform noii grile comunale de densitate în șapte niveluri, definită de INSEE (Institutul Național de Statistică și Studii Economice) în 2022. Ea aparține unității urbane Bouzonville, o aglomerație intra-departamentală formată din două comune, al cărei oraș-centru este Bouzonville. De asemenea, comuna face parte din aria metropolitană Bouzonville, al cărei centru este. Această arie, care reunește 12 comune, este clasificată în categoria ariilor cu mai puțin de 50 000 de locuitori.

### Utilizarea terenului
Ocuparea solurilor din comună, așa cum reiese din baza de date europeană de ocupare biofizică a solurilor Corine Land Cover (CLC), este marcată de importanța teritoriilor agricole (55,3 % în 2018), în scădere față de 1990 (56,7 %). Repartiția detaliată în 2018 este următoarea: terenuri arabile (29,2 %), păduri (26,8 %), pajiști (25,2 %), zone urbanizate (17,9 %), zone agricole eterogene (0,9 %). Evoluția ocupării terenurilor în comună și a infrastructurilor sale poate fi observată pe diferitele reprezentări cartografice ale teritoriului: harta Cassini (secolul XVIII), harta de stat-major (1820-1866) și hărțile sau fotografiile aeriene ale IGN pentru perioada actuală (1950 până în prezent).

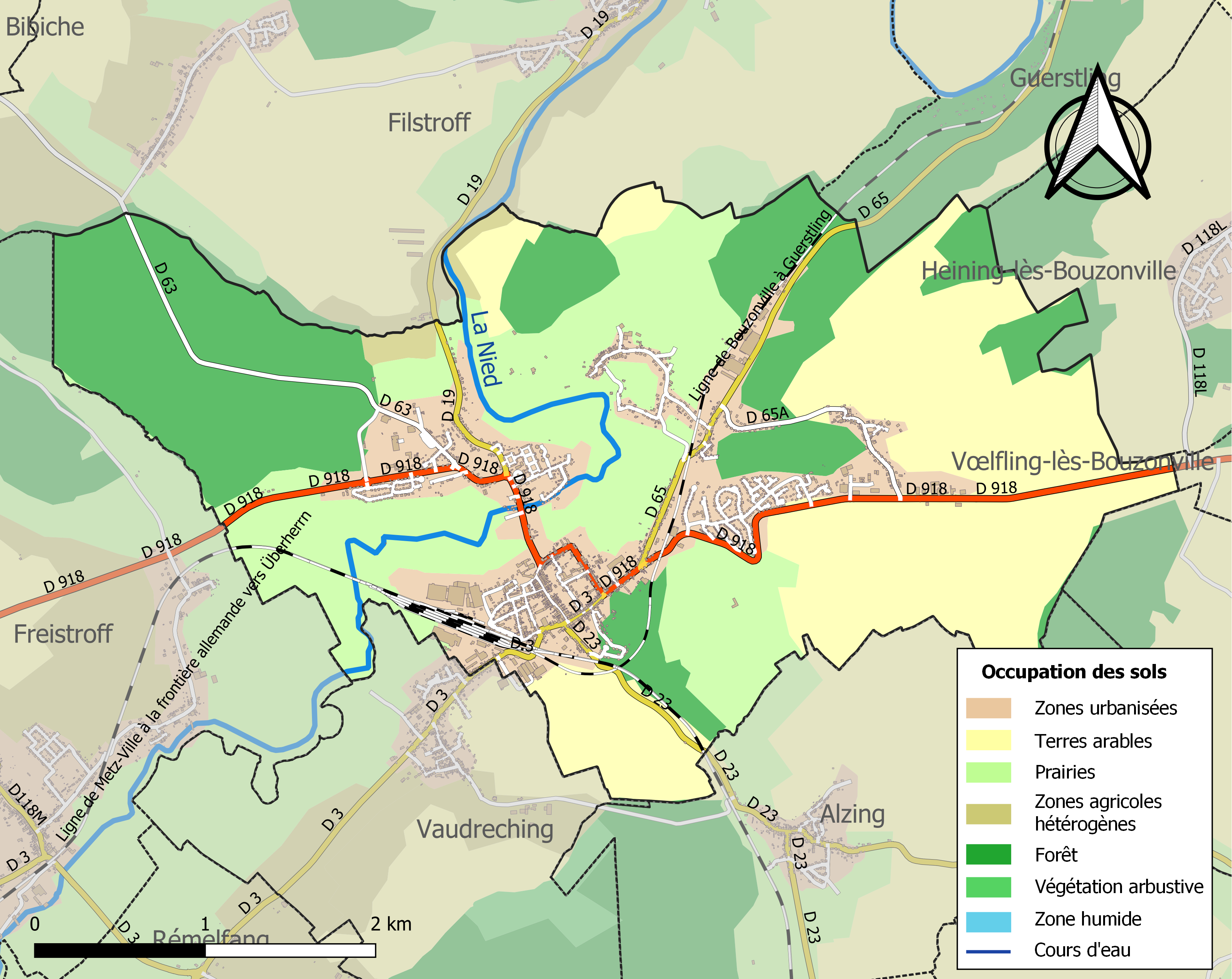
Harta infrastructurii și utilizării terenului a comunei în 2018 (CLC).

## Toponimie
Numele comunei este menționat pentru prima dată în 1106 sub forme latinizate: Bozonisvilla sau Buosonis villa, apoi sub forme germanice: Bosendorph în 1176, Busindorf în 1211, Bousendorf în 1271, Busendorf în 1345, Büsendorff în 1365, Busendorff în 1383, Bussendorff în 1594, Bousendorff în 1604 și forma franceză Bouzonville-sur-Nied în 1779.
Este vorba despre o formare toponimică medievală în -ville (apelativ provenit din termenul galo-roman VILLA, care însemna „mare domeniu rural”), precedat, așa cum se întâmplă cel mai frecvent în acest tip de toponimie, de un antroponim germanic.
Bouzon- se explică prin numele de persoană Boso, frecvent atestat în nordul Franței (exemple: Bouzonville-aux-Bois, Bouzanville etc.) și care se păstrează în numele de familie Boson și Bozon. De remarcat că toate aceste forme sunt la cazul regim al francezei vechi, trăsătură caracteristică toponimelor din Lorena și din Beauce terminate în -ville (în timp ce în Normandia ele sunt la cazul subiect). De la sensul de „domeniu rural”, termenul ville capătă începând din Evul Mediu sensul de „sat”.
Același antroponim se regăsește în formații, în general mai vechi, terminate în -court (exemple: Bézancourt, Bouzancourt etc.).
Împreună cu forma romanică, probabil folosită încă din secolul al VIII-lea, este menționată în secolul al XII-lea forma germanică Bussendorff sau Büsendorff, atestată în 1365. Această denumire a fost utilizată până în secolul al XVII-lea. La acea vreme, numele romanic al târgului s-a impus definitiv, cu toate că au existat paranteze istorice: anexarea din 1871 și cea din 1940, perioade în care comuna a fost din nou redenumită Busendorf.
În francica lorenă, comuna este numită Busendroff și Boesendroff, cu o metateză a sunetului [r].
În lorena romanică, comuna era denumită Bzonvèle și Besonvelle.

## Istorie

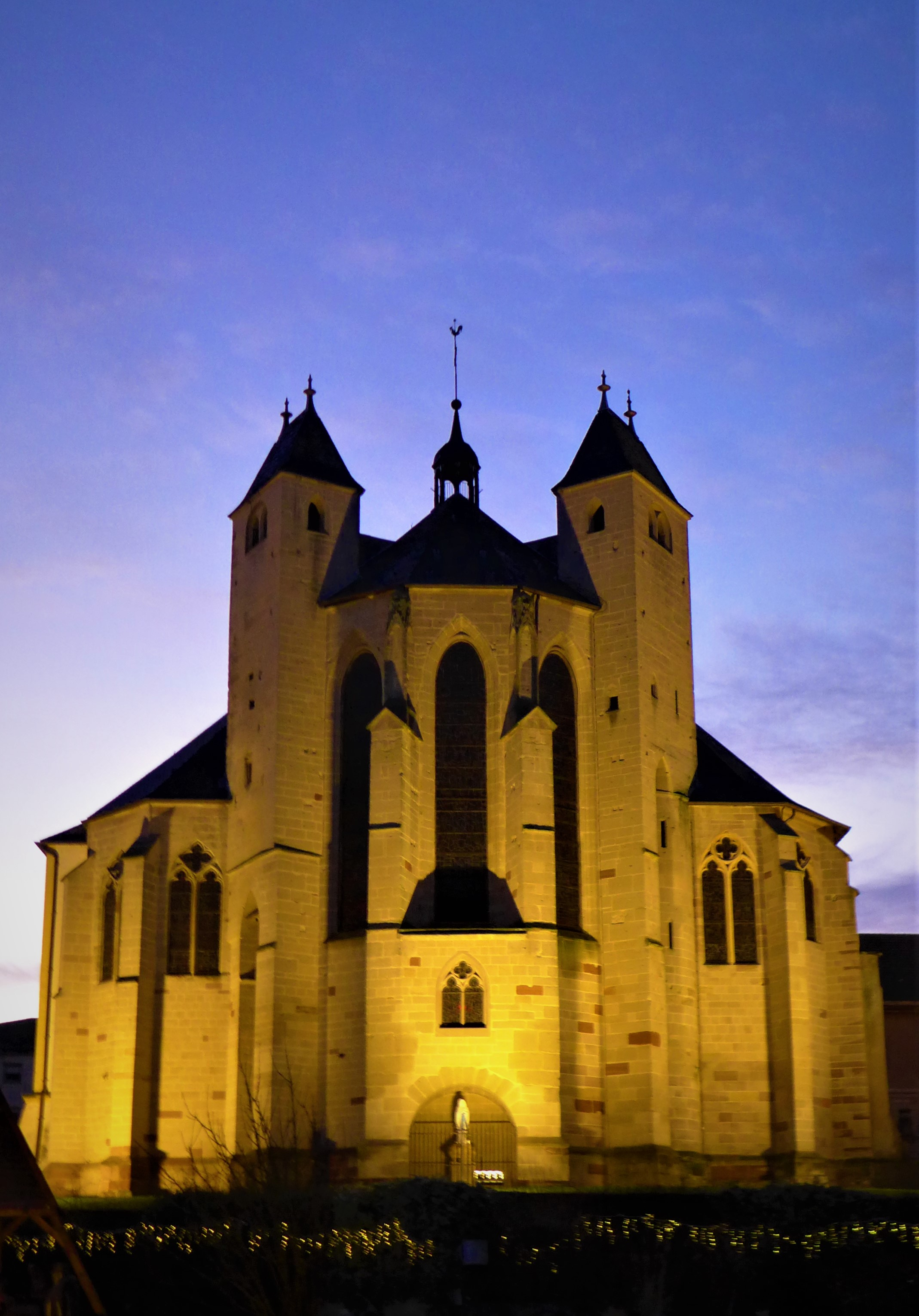
Absida bisericii abațiale

Localitatea este integrată în Ducatul Lorena încă de la formarea acestuia și va rămâne astfel până la anexarea ducatului de către Franța, în 1766. Între 1275 și 1295, partea germanofonă a Ducatului Lorenei primește un magistrat nobil, apoi un bailli (reprezentant al autorității ducale), stabilit pentru o perioadă la Bouzonville, înainte de a fi mutat la Wallerfangen, o comună care a fost atașată regiunii Saar începând cu 1815.
Ridicată la rang de prévôté (jurisdicție locală) în 1705, Bouzonville devine din nou sediul unui baillage (circumscripție judiciară) în 1751. Atașat tribunalului prezidial din Metz în 1772, baillage-ul de Bouzonville dispare în 1790, odată cu crearea departamentului Moselle. În 1790, cantonul Bouzonville este încorporat, pentru cinci ani, districtului Sarrelouis, aflat astăzi în landul Sarre. Între 1800 și 1870, comuna aparține de arondismentul Thionville. Este un târg activ, în care se ține în mod regulat un târg săptămânal.
La 25 iulie 1870, în timpul războiului franco-german, orașul a fost teatrul unor lupte între cel de-al 33-lea regiment de infanterie de linie și trupele prusace.
Ca și celelalte comune din Moselle, Bouzonville, redenumită „Busendorf”, este alipită noului Imperiu German la 10 mai 1871, conform tratatului de la Frankfurt. În timpul anexării germane, Bouzonville este atașată arondismentului Boulay. După două generații de pace și prosperitate, germanizarea spiritelor este atât de profundă încât locuitorii regiunii Moselle luptă firesc pentru Imperiul German în timpul Primului Război Mondial. Mulți cad sub uniforma germană, pe Frontul de Est, dar și în Vest. Supuși loiali ai Împăratului, foarte puțini își trădează Patria pentru a se alătura trupelor franceze. Totuși, victoria franceză din noiembrie 1918 este bine acceptată.
În 1919, Bouzonville este atașat arondismentului Boulay-Moselle.
La începutul celui de-Al Doilea Război Mondial, încă de la 1 septembrie 1939, locuitorii din Bouzonville sunt evacuați de armata franceză la Chauvigny, în departamentul Vienne. În timpul Anexării Mosellei, locuitorii rămași pe loc trăiesc sub jugul nazist. În 1944, comuna din CdZ-Gebiet Lothringen este bombardată de americani. Busendorf este în cele din urmă eliberată la 27 noiembrie 1944, după bătălia de la Metz.
La 30 iulie 1950, orașului i se acordă, la fel ca altor 4.454 de comune din țară, Crucea de Război.
„ Bouzonville, comună din Lorena evacuată încă de la 1 septembrie 1939, care a fost grav afectată de bombardamente și de luptele purtate pe teritoriul său, atât în 1940 cât și în 1944, numără 25 dintre fiii săi morți, 14 dispăruți, 20 răniți. Și-a păstrat însă moralul intact și a desfășurat o acțiune patriotică de rezistență, mărturisită de cei 10 copii ai săi executați prin împușcare, de cei 135 de deportați, de numeroșii insubordonați și refractari. Prin atașamentul său față de Franța, prin curajul și sacrificiile sale, și-a câștigat dreptul la recunoștința patriei. ”
După război, vechea cetate lorenă a știut să dea dovadă de dinamism, păstrându-și astfel statutul de oraș comercial.

## Populația și societatea

### Date demografice
Evoluția numărului de locuitori este cunoscută prin recensămintele populației efectuate în comună începând din 1793. Pentru comunele cu mai puțin de 10 000 de locuitori, un recensământ al întregii populații este realizat la fiecare cinci ani, populațiile legale pentru anii intermediari fiind estimate prin interpolare sau extrapolare.
În 2022, comuna număra 3 824 locuitori, în scădere cu -3,68 % față de 2016 (Moselle: +0,52 %, Franța fără Mayotte: +2,11 %).
| An        | 1800  | 1821  | 1841  | 1861  | 1875  | 1885  | 1900  | 1921  | 1936  | 1962  | 1982  | 2006  | 2014  | 2022  |
| --------- | ----- | ----- | ----- | ----- | ----- | ----- | ----- | ----- | ----- | ----- | ----- | ----- | ----- | ----- |
| Populație | 1 367 | 2 096 | 2 160 | 1 991 | 1 698 | 1 622 | 1 699 | 1 982 | 2 458 | 3 306 | 4 285 | 4 173 | 3 970 | 3 824 |

## Locuri și monumente

### Clădiri civile
- Primărie cu turn-clopotniță în formă de bulb, 1719.
- Locul fostei mori a călugărilor.
- Tribunal, secolul al XVIII-lea.
- Liceul „La Providence” cu capelă.
- Fosta cazarmă a Gărzii Republicane Mobile.
- Cimitirul evreiesc, 1726.

### Clădiri religioase
- Biserica Sainte-Croix, singura vestigie a fostei mănăstiri benedictine, este clasată monument istoric prin ordinul din 8 septembrie 1999, în timp ce părțile rămase ale fostului claustru, în locul numit Curtea Abației, care conțin elemente datând din secolele al XII-lea, al XIV-lea și al XVII-lea, sunt înscrise ca monumente istorice prin ordinul din 24 februarie 1986. Biserica servește astăzi drept biserică parohială[34].
- Oratoriul Belle-Croix (loc de pelerinaj).
- Capela Saint-Hubert din Heckling, cu un turn-clopotniță din secolul al XVI-lea.
- Capela Sainte-Croix din Aidling, secolul al XVIII-lea.
- Calea Crucii (1879), de-a lungul drumului spre Thionville.
- Statuia sfântului Vincențiu de Paul.
- Templul reformat protestant, strada 27-Noiembrie, construit în 1951.
- Sinagoga, strada Rezistenților, construită în 1960 pentru a o înlocui pe cea din 1850, distrusă în timpul celui de-Al Doilea Război Mondial. Transformată în mediatecă din noiembrie 2012.
- Săli de rugăciune pentru musulmani.

### Personalități
- Georges Bernanos (1888–1949), scriitor francez, a avut familia paternă originară din Bouzonville.